# Bulletin of the Polish Institute of Arts and Sciences in America
Bulletin of the Polish Institute of Arts and Sciences in America – amerykański kwartalnik naukowy, ukazujący się w Nowym Jorku od 1942 do 1946 roku. 
Wydawcą był Polski Instytut Naukowy w Ameryce (PIASA).